# 行政計画
行政計画（ぎょうせいけいかく）とは、日本の行政法学で用いられる概念であり、一定の公の目的のために目標を設定し、その目標を達成するための手段を総合的に提示する行為。

## 概要
行政活動が複雑・多様化した今日において、行政活動の効率性、整合性を確保することを目的として策定される。 
行政権が、何らかの目標を設定し、その目標を実現するための手段を総合的に提示するものは多様であり、その期間によって長期計画・中期計画・短期計画、法律の根拠の有無によって法制上の計画（法定計画）・事実上の計画、地域によって全国計画・地域計画・地区計画、計画の対象によって、土地利用計画、福祉計画、環境計画、エネルギー計画などに分類される。
法的拘束力の観点に立つと、行政計画は次のように分類される。
- 拘束的計画
  - 市民に対する法的効果・拘束力（外部効果）を有するもの　（土地区画整理法の土地区画整理事業計画など）
  - 市民に対する法的拘束力は持たないが、行政機関を拘束するもの　（高速自動車国道法の整備計画など）
- 非拘束的計画　－　国または自治体の行政上の指針を示すもので、法的拘束力は持たないもの　（国土総合開発法の全国総合開発計画など）

なお、拘束的計画は、必ず法定計画でなくてはならず、外部効果を有する拘束的計画は、策定・公告により私人の権利行使に対して制約を加えることができる。拘束的計画に対して、非拘束的計画の場合には、必ずしも法的根拠は必要でないが、国土開発計画のような、将来の国土のあり方が全体として方向づけられ、規定されるような重要な計画の場合には、わが国の民主的統治構造からして、法律の根拠を要するとする説も有力である。
行政計画には、その地域的妥当性に応じて全国計画・地域計画・地区計画に大別されるが、計画の整合性から、地方計画は全国計画に矛盾抵触するものであってはならない（整合性の原則）。

## 手続的統制
行政計画に関する法律は、多くの場合、計画の目標、考慮すべき事項を規律するにとどまるため、計画策定者たる行政には広範な内容裁量が認められる。行政計画は、行政手続法の適用対象外であり、判例も広範な裁量権を認めている。

### 判例
- 旧都市計画法における民有地の使用（最判平成18年9月4日）
「施設の用地として民有地を利用することができるのは公有地を利用することによって行政目的を達成することができない場合に限られると解さなければならない理由はない。」
「建設大臣の判断が合理性の欠くものであるということができるときには、その建設大臣の判断は、他に特段の事情のない限り、社会通念に照らし著しく妥当性を欠くものとなるのであって、本件都市計画決定は、裁量権の範囲を超え又はその濫用があったものとして違法となる」。

## 抗告訴訟
かつて判例は、行政処分は、「国又は地方公共団体が行う行為のうち、その行為によって、直接国民の権利義務を形成し又はその範囲を確定することが法律上認められてるもの」をことであるとする立場を取り（最判昭和39年10月29日）、土地区画整理事業計画につき、①青写真論、②付随的効果論、③紛争未成熟論を根拠に、原則として処分性を否定した（最判昭和41年2月23日）。
これに対して、学説は、紛争の早期根本的解決を図るため、処分性を認めるべきとする説が有力であった。
平成20年9月10日、最高裁は、土地区画整理事業計画の決定は、地区内の宅地所有者等の法的地位に変動をもたらすものであって（青写真論の否定）、抗告訴訟の対象となるに足る法的効果を有し（紛争未成熟論の否定）、実効的な権利救済を図る観点からみても、これを対象とした抗告訴訟の提起を認めるのが合理的である（付随的効果論の否定）として、土地区画整理事業計画決定につき処分性を認めた。

## 国家補償
行政計画が変更または中止され、そのことによって私人が損害を受けた場合に、国家賠償請求または損失補償請求が認められるのか問題となるが、判例は、計画の変更は適法であり、損害賠償請求は認められないのが原則であるが、たとえ締約に至っていなくても、個別具体的な勧誘を行い、密接な交渉を持つに至った当事者間の関係を規律すべき信義衡平の原則に照らし、施策の変更に当たってはかかる信頼に治して法的保護を与えられなけらばならないとした。
- 判例　（最判昭和56年1月27日）